# Holotrichia tetarana
Holotrichia tetarana är en skalbaggsart som beskrevs av Brenske 1896. Holotrichia tetarana ingår i släktet Holotrichia och familjen Melolonthidae. Inga underarter finns listade i Catalogue of Life.